# Питер Мокаба (стадион)
«Пи́тер Мока́ба» (англ. Peter Mokaba Stadium) — стадион в городе Полокване, столице провинции Лимпопо, ЮАР. Служит для проведения соревнований по футболу и легкой атлетике. Вместимость — 40000 зрителей.
Расположен в 5 километрах от центра Полокване. Назван в честь Питера Мокаба, политического активиста времен апартеида.
Этот стадион был выбран для проведения матчей чемпионата мира 2010. К началу мирового первенства был полностью реконструирован, вместимость составила 45000 зрителей.
Покрытие поля — полусинтетическое.

## Чемпионат мира по футболу 2010
В рамках турнира на стадионе состоялось четыре матча группового этапа:
| Дата         | Время (UTC+2) | Команда #1 | Счет | Команда #2     | Раунд    | Зрителей |
| ------------ | ------------- | ---------- | ---- | -------------- | -------- | -------- |
| 13 июня 2010 | 13:30         | Алжир      | 0:1  | Словения       | Группа C | 30,325   |
| 17 июня 2010 | 20:30         | Франция    | 0:2  | Мексика        | Группа A | 35,370   |
| 22 июня 2010 | 20:30         | Греция     | 0:2  | Аргентина      | Группа B | 38,891   |
| 24 июня 2010 | 16:00         | Парагвай   | 0:0  | Новая Зеландия | Группа F | 34,850   |